# صح لسانك (مسرحية)
صح لسانك، مسرحية كويتية كوميدية عرضت في 17 أبريل 1997.
من بطولة طارق العلي ومحمد راشد العقروقة وزهرة الخرجي ومنى عبد المجيد وحسن البلام ومنى شداد و شعبان عباس.
وتعالج المسرحية حال الأسرة الخليجية والمشاكل التي تقع فيها في إطار كوميدي.